# Vaejovis trespicos
Espèce
Vaejovis trespicos est une espèce de scorpions de la famille des Vaejovidae.

## Distribution
Cette espèce est endémique du Chiapas au Mexique. Elle se rencontre vers Villa Corzo vers 2 460 m d'altitude sur le Cerro Tres Picos.

## Description
La femelle holotype mesure 23,3 mm, les mâles mesurent de 16,5 à 18,3 mm et les femelles de 22,6 à 23,3 mm.

## Étymologie
Son nom d'espèce lui a été donné en référence au lieu de sa découverte, le Cerro Tres Picos.

## Publication originale
- Zárate-Gálvez & Francke, 2009 : « Nueva especie de Vaejovis (Scorpiones: Vaejovidae) de Chiapas, Mexico. » Revista Iberica de Arachnologia, vol. 17, no , p. 21-28 (texte intégral).